# Stazione di Hannō
La stazione di Hannō (飯能駅?, Hannō-eki) è una stazione ferroviaria della città di Hannō, città della prefettura di Saitama in Giappone. La stazione è servita dalla linea Seibu Ikebukuro delle Ferrovie Seibu e si trova a 43,7 km di distanza dal capolinea a Ikebukuro. La maggior parte dei treni termina qui la sua corsa, mentre l'Espresso Rapido e l'Espresso Limitato Chichibu continuano la loro corsa fino alla stazione di Seibu Chichibu.

## Storia
La stazione venne aperta il 15 aprile 1915.
A partire dal 2012 sono stati introdotti i numeri di stazione sulla linea. La stazione di Hannō possiede il codice "SI10".

## Linee
Ferrovie Seibu
● Linea Seibu Ikebukuro

## Struttura
La stazione possiede due marciapiedi laterali con due binari centrali, parzialmente in tunnel.
| 1   | ● Linea Seibu Ikebukuro | per Tokorozawa, Nerima e: - Shin-Kiba via Linea Yūrakuchō - Ikebukuro e Shibuya via Linea Fukutoshin (prosecuzione per Yokohama via linea Tōkyū Tōyoko) |
| 2-3 | ● Linea Seibu Ikebukuro | per Seibu Chichibu |
| 4   | ● Linea Seibu Ikebukuro | per Tokorozawa, Nerima e: - Shin-Kiba via Linea Yūrakuchō - Ikebukuro e Shibuya via Linea Fukutoshin (prosecuzione per Yokohama via linea Tōkyū Tōyoko) |
| 5   | ● Linea Seibu Ikebukuro | per Tokorozawa e Ikebukuro (Espresso Limitato) per Seibu Chichibu (Espresso Limitato)                                                                   |

## Stazioni adiacenti
| «                     | Servizio                   | »                     |
| Linea Seibu Ikebukuro | Linea Seibu Ikebukuro      | Linea Seibu Ikebukuro |
| --------------------- | -------------------------- | --------------------- |
| Motokaji              | Locale                     | Higashi-Hannō         |
| Motokaji              | Semiespresso               | Capolinea             |
| Motokaji              | Semiespresso pendolari     | Capolinea             |
| Motokaji              | Rapido                     | Capolinea             |
| Motokaji              | Espresso pendolari         | Capolinea             |
| Motokaji              | Espresso                   | Capolinea             |
| Irumashi              | Espresso Rapido            | Higashi-Hannō         |
| Irumashi              | Espresso Limitato Musashi  | Capolinea             |
| Irumashi              | Espresso Limitato Chichibu | Yokoze                |